# Пуданс, Херберт
Херберт Пуданс (латыш. Herberts Pudāns, род. 14 октября 1986, Рига) — латвийский шоссейный велогонщик.

## Карьера
Выступал на гонках в рамках Европейского тура UCI среди которых Тур де л’Авенир, Тур Эльзаса, Париж — Труа, Тур Словакии, Тур Нормандии. Принимал участие на чемпионатах мира и Европы в категории U23.
Призёр Чемпионата Латвии в групповой гонке.

## Достижения
2004
3-й на Тур Истрии
2006
Горная классификация на Тур Словакии
2007
3-й на Чемпионат Латвии — групповая гонка
2009
Гран-при Риги
2010
3-й и 4-й этапы на Сааремаа Велотуур

## Рейтинги
| Год                 | 2010  | 2011  |
| ------------------- | ----- | ----- |
| Европейский тур UCI | 676-й | 901-й |
|                     |       |       |
| Источник: UCI       |       |       |